# Igreja de Anga
A Igreja de Anga (em sueco: Anga kyrka) é uma igreja luterana medieval em Anga, na ilha sueca de Gotlândia, que pertence a Diocese de Visby.

## História e arquitetura
A Igreja de Anga leva o nome de uma fazenda, agora desaparecida, mencionada em uma inscrição em uma pedra rúnica do final do século XI. A primeira igreja foi provavelmente construída como uma igreja para a grande fazenda. Escavações arqueológicas realizadas em 1946-1947, resultaram na descoberta de vestígios de madeira queimada, indicando que a primeira igreja pode ter sido uma igreja de madeira.
A igreja românica presentemente visível foi construída durante o século XIII. Por causa de investigações dendrocronológicas de detalhes das madeira ainda intactas, a igreja pode ser datada com bastante precisão. O coro e a abside foram construídos por volta de 1215, e são as partes mais antigas da igreja. A nave de 1250 e a torre de 1265.
Ela é uma das igrejas românicas mais bem preservadas de Gotland, e dá uma boa impressão de como a maioria das igrejas da ilha poderia ter sido. O interior é notável por sua rica decoração com técnicas de afresco. Os afrescos datam de dois períodos, os mais antigos a partir do final do século XIII. Estes são principalmente ornamentais, e incomum em que eles são assinados pelo artista, um pintor chamado Halvard. A partir da mesma época data uma inscrição, em runas em Gútnico antigo, que informa o nome dos agricultores da freguesia que contribuíram para a construção da igreja, mostrando que a construção da igreja foi um empreendimento comum. Um conjunto depois de afrescos retratam a Paixão de Cristo, juntamente com lendas de santos, e foram feitas durante a metade do século XV.
A igreja foi decorada com uma abundância de esculturas de madeira medievais, dos quais a maioria estão hoje no Museu de Gotland em Visby. As peças-de-altar são datadas do século XIV (1370) e a cruz triunfal do século XV. Há também uma lápide no coro do século XIII, com uma inscrição rúnica.

## Galeria de afrescos

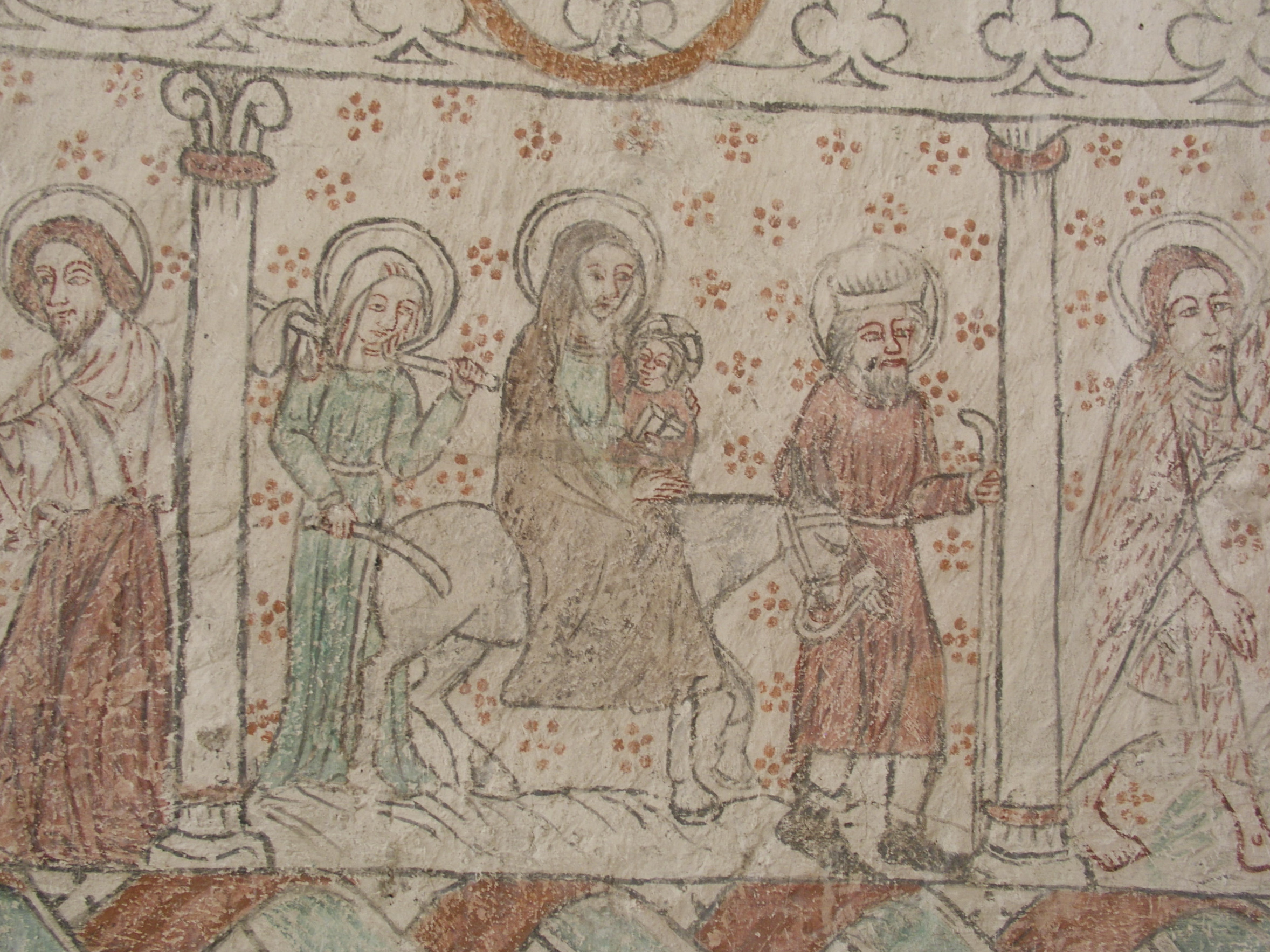
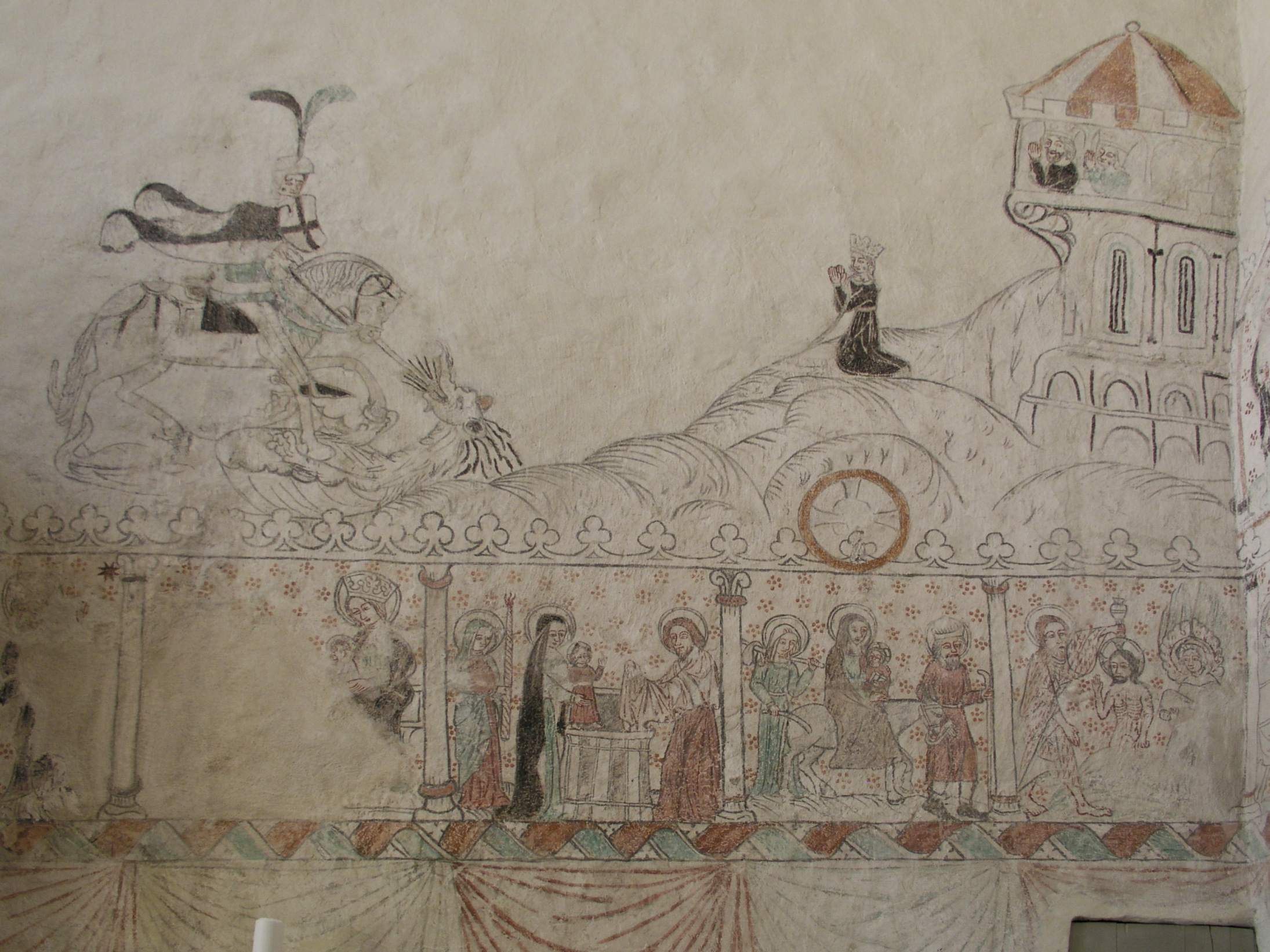
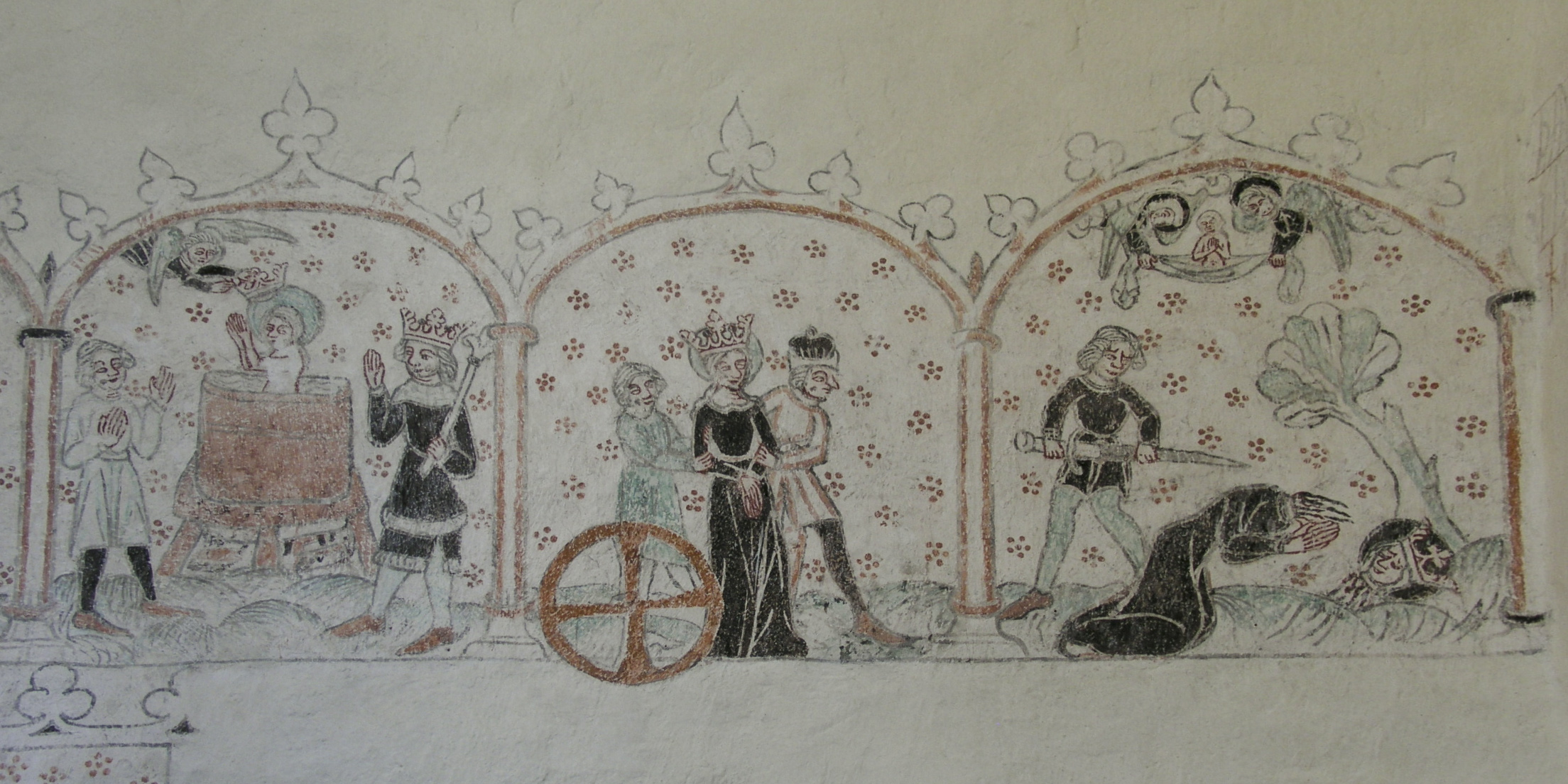
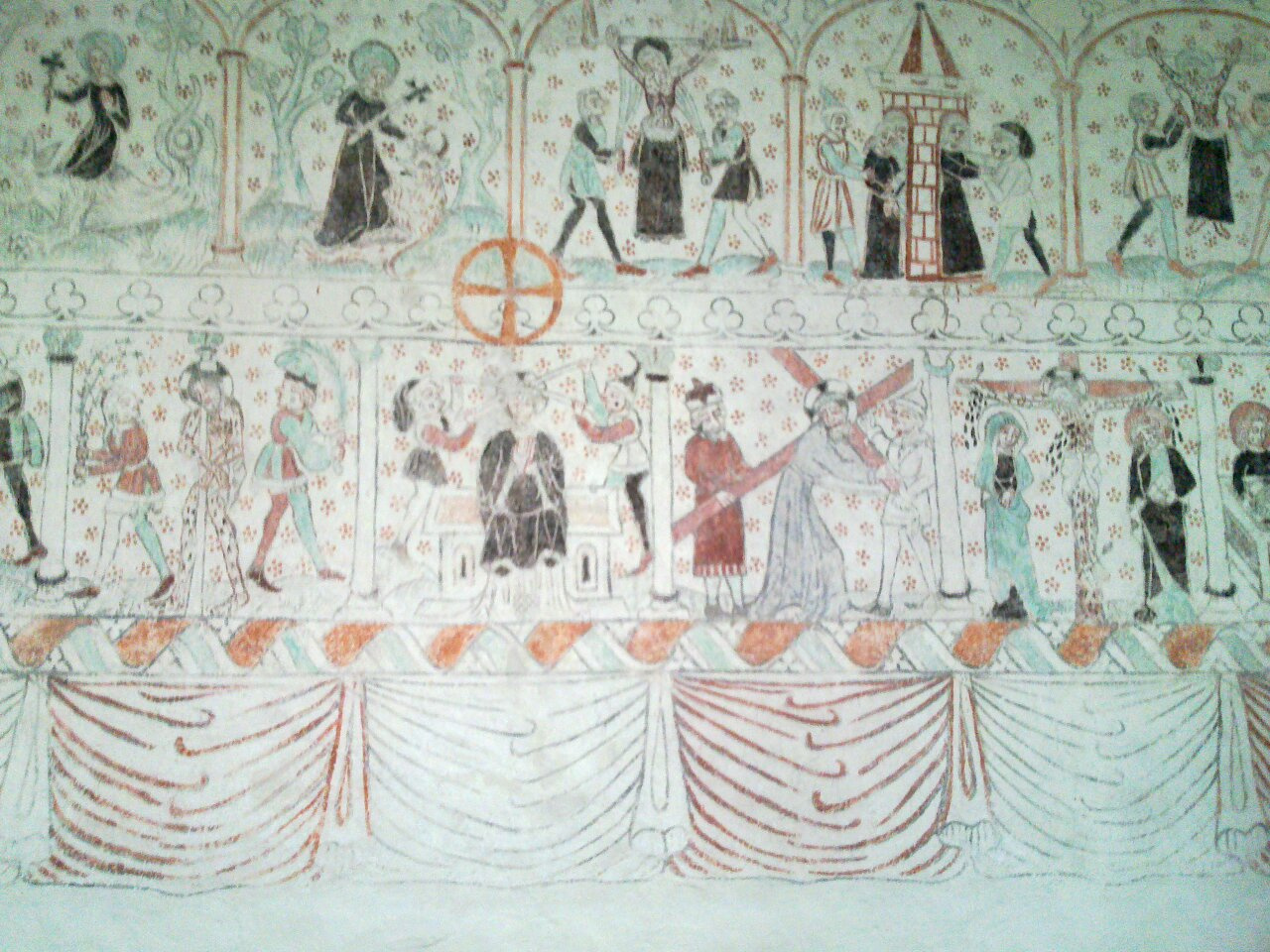

## Leitura complementar
- Roosval, Johnny; Lagerlöf, Erland (1959). Anga kyrka (PDF) (Summary in English). Col: Sveriges kyrkor, konsthistoriskt inventarium (em sueco). IV, 4. Stockholm: Generalstabens Litografiska Anstalts Förlag. pp. 530–592. Consultado em 21 de outubro de 2014